# Дані Верлінден
Дані Верлінден (нід. Daniel Verlinden, фр. Dany Verlinden, нар. 15 серпня 1963, Аарскот) — бельгійський футболіст, що грав на позиції воротаря. По завершенні ігрової кар'єри — футбольний тренер.
Виступав, зокрема, за клуби «Лірс» та «Брюгге», а також національну збірну Бельгії.
П'ятиразовий чемпіон Бельгії. П'ятиразовий володар Кубка Бельгії.

## Клубна кар'єра
У дорослому футболі дебютував 1980 року виступами за команду клубу «Лірс», в якій провів вісім сезонів, взявши участь у 204 матчах чемпіонату. Більшість часу, проведеного у складі клубу, був основним воротарем команди.
1988 року перейшов до клубу «Брюгге», за який відіграв 16 сезонів. Більшість часу, проведеного у складі «Брюгге», був основним голкіпером команди. У складі команди став п'ятиразовим чемпіоном Бельгії, п'ятиразовим володарем національного кубку та восьмиразовим володарем Суперкубку Бельгії. Завершив професійну кар'єру футболіста виступами за команду «Брюгге» у 2004 році. У грудні 2003 року Дані Верлінден захищав ворота своєї команди у матчі Ліги Чемпіонів у віці 40 років та 116 днів, та став на той момент найстаршим футболістом, який зіграв у Лізі Чемпіонів. Цей рекорд побив через три роки гравець «Мілану» Алессандро Костакурта у матчі проти грецького АЕКа. Також Дані Верліндену належить найдовша «суха» серія у чемпіонаті Бельгії — 1390 хвилин із 3 березня до 26 вересня 1990 року, що стала на той момент і європейським рекордом безперервних «сухих» хвилин у національних чемпіонатах..

## Виступи за збірну
1998 року дебютував в офіційних матчах у складі національної збірної Бельгії. Протягом кар'єри у національній команді, яка тривала усього 1 рік, провів у формі головної команди країни усього 1 матч у 1998 році.
У складі збірної був учасником чемпіонату світу 1994 року у США, чемпіонату світу 1998 року у Франції, але на поле під час чемпіонатів світу так і не виходив.

## Кар'єра тренера
Розпочав тренерську кар'єру відразу ж по завершенні кар'єри гравця, 2004 року, ставши тренером воротарів клубу «Брюгге». У 2012–2013 роках працював тренером воротарів клубу «Аль-Шабаб» із Саудівської Аравії. Із 2013 до 2014 року працював у туніській команді «Клуб Африкен» також на посаді тренера воротарів.

## Титули і досягнення
- Чемпіон Бельгії (5):

«Брюгге»: 1989-90, 1991-92, 1995-96, 1997-98, 2002-03
- Володар Кубка Бельгії (5):

«Брюгге»: 1990-91, 1994-95, 1995-96, 2001-02, 2003-04
- Володар Суперкубка Бельгії (9):

«Брюгге»: 1988, 1990, 1991, 1992, 1994, 1996, 1998, 2002, 2003